# خانه خورشید لقا خانم سنندج
خانهٔ خورشید لقا خانم سنندج مربوط به دورهٔ قاجار است و در سنندج، خیابان شهدا، کوچهٔ مشیر، داخل محلهٔ سرتپوله واقع شده‌است. این اثر در تاریخ ۲۳ شهریور ۱۳۸۲ با شمارهٔ ثبت ۱۰۰۶۵ به‌عنوان یکی از آثار ملی ایران به ثبت رسیده‌است.